# 平安福音堂幼稚園（牛頭角）
平安福音堂幼稚園（牛頭角）（英語：Peace Evangelical Centre Kindergarten (Ngau Tau Kok)）是一所由香港基督教平安福音堂創辦的非牟利幼稚園，成立於2002年。該幼稚園的分校包括沙田、青衣和天水圍。校園位於九龍觀塘牛頭角上邨第1期常滿樓地下，目前的校長是顧美詩女士。

## 手語雙語教學模式

### 計劃內容
該校於2006年與香港中文大學手語及聾人研究中心合作，推行「賽馬會手語雙語共融教育計劃」。該計劃在高班級別中納入6至8名聾童，使其與普通幼兒共同學習。所有學生除了學習口語外，還需學習手語。
有參與計劃的老師利少蓉指出，新的手語教學不僅有助於聾童的學習，健聽幼兒的表現也有所改善。她表示，手語的教學使幼童的印象更深刻，記憶力和專注力有所提升。健聽兒童陳沛康的媽媽陳太也提到，兒子在參與該計劃後，表達能力有所增強，使用的辭彙也有所增加，這些新技能有助於提升孩子的自信心。

### 計劃成效
隨著該計劃的成功，吸引了來自澳門的組織和單位，包括澳門托兒所，於2015年6月前往香港觀摩該校的手語雙語教育模式，同時與教師和家長進行交流。
在交流過程中，參與計劃的聾童及健全兒童的家長表示，手語的使用有助於兒童接收更多訊息，並增加與子女的溝通途徑，進而促進親子關係。此外，手語還能幫助兒童積極參與校園生活，與同學建立良好關係。家長普遍對此計劃的成效表示認同，並鼓勵其他地區或組織考慮推行類似項目。一些老師也反映，活動中加入手語後，兒童的理解力、專注力及表達能力有所提升，這對於實現融合教育的目標具有積極影響。

### 評價
香港中文大學手語及聾人研究中心推行的手語雙語模式獲得多個機構的支持和認可。聾人機構「龍耳」在接受訪問時表示了對此模式的認同和讚賞。此計劃已被聯合國教育、科學及文化組織國際教育局納入傑出融合教育案例資料庫。

## 著名/傑出校友[9]
- 吳祉昊︰香港演員
- 鄭進希︰香港演員

## 外部連結
- 平安福音堂幼稚園（牛頭角）官網 （页面存档备份，存于）